# تائب (اسم)
تائب هو اسم علم مذكر من أصل عربي، ومعناه هو لمذنب وقد أعلن توبته، الراجع إلى ربه مستغفرًا راجعًا إلى طريق الصواب.

## وصلات خارجية
- موسوعة السلطان قابوس لأسماء العرب نسخة محفوظة 5 أبريل 2019 على موقع واي باك مشين.